# Xestaspis nitida
Xestaspis nitida är en spindelart som beskrevs av Simon 1884. Xestaspis nitida ingår i släktet Xestaspis och familjen dansspindlar. Inga underarter finns listade i Catalogue of Life.